# ケーオー産業
ケーオー産業株式会社（ケーオーさんぎょう、英: KEIO SANGYO CO., Ltd.）は、愛媛県今治市に本社を置く食品販売等のメーカー。日本食研ホールディングスの子会社である。名前の由来は日本食研創業者である大沢一彦のイニシャルから。

## 沿革

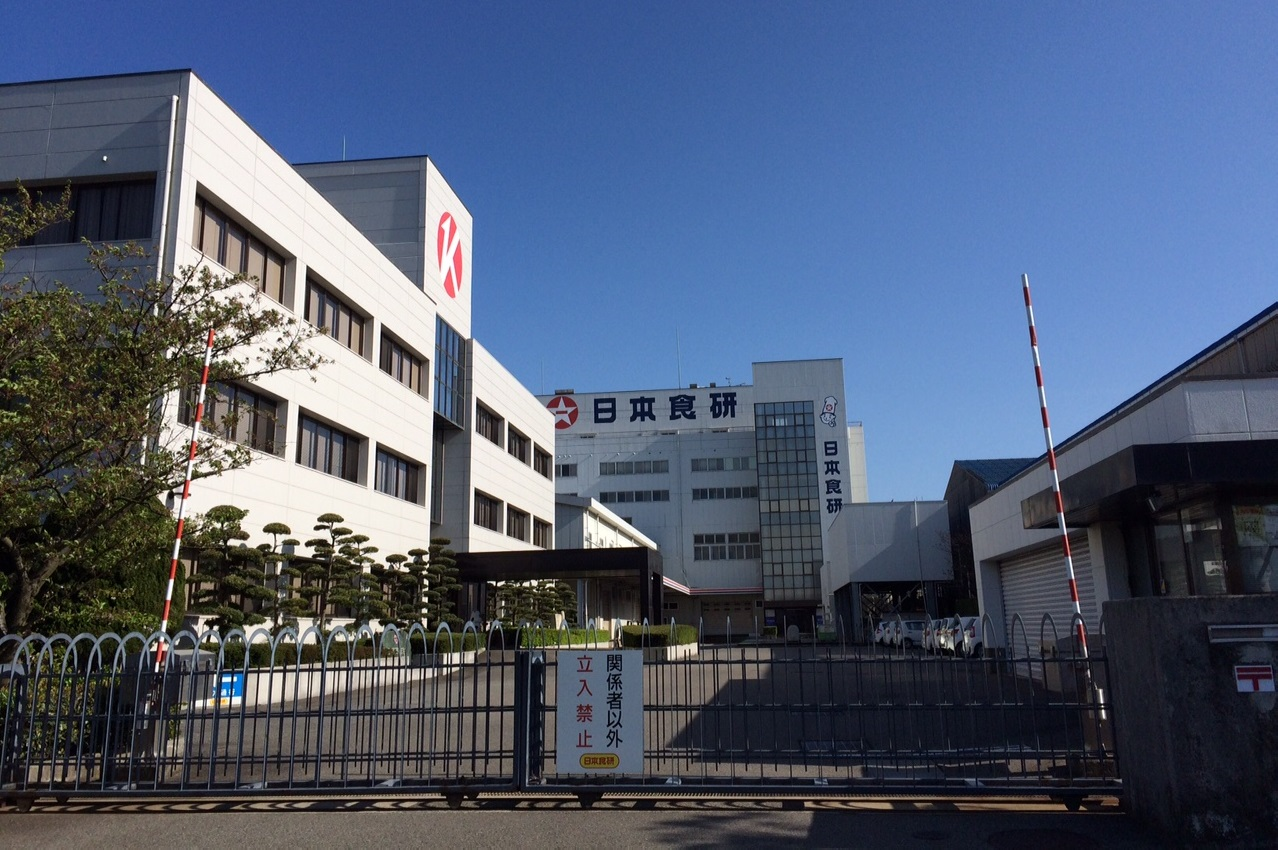
ケーオー産業(株)旧愛媛本社

- 1988年3月 - ケーオー不動産株式会社（本社：愛媛県今治市東鳥生町5丁目35番地）設立
- 1992年3月 - ケーオー産業株式会社に社名変更。冷凍食品・包装資材の販売開始。
- 1993年
  - 3月 - 本社を愛媛県今治市東門町5丁目14番3号に移転。
  - 4月 - 千葉営業所、東京営業所（現・東京オフィス）を開設し全国展開を開始。
- 1994年
  - 4月 - 兵庫営業所（現・大阪支店）、愛媛営業所（現・今治営業所）を開設。
  - 5月 - 福島営業所（現・仙台営業所）を開設。
- 1995年
  - 2月 - 名古屋営業所（現・名古屋支店）を開設。
  - 4月 - 福岡営業所（現・福岡支店）を開設。
- 1996年4月 - 札幌営業所、広島営業所を開設。
- 1997年4月 - 松山営業所（2002年に愛媛営業所に統合）を開設。
- 1998年4月 - 資材・調味料を本格販売。
- 1999年9月 - 量販店向けカタログ「ほっとNEWS」創刊号発行。
- 2000年4月 - 高崎営業所（2009年に所沢営業所に統合）
- 2001年
  - 1月 - 「揚げもち（醤油味）」発売。
  - 12月 - 「赤飯冷凍 1kg」発売。
- 2002年
  - 1月 - 本社を愛媛県今治市東鳥生町5丁目35番地に移転。
  - 10月 - 福井営業所（現・金沢営業所）を開設。
- 2003年
  - 3月 - 横浜営業所（2017年に東京オフィスに統合）を開設。「総合カタログ」発刊。
  - 8月 - 盛岡営業所、鹿児島営業所を開設。
- 2005年4月 - 岡山営業所を開設。
- 2006年
  - 4月 - 東久留米営業所（2015年に東京オフィスに統合）を開設。
  - 10月 - 那覇営業所を開設。
- 2007年
  - 2月 - 静岡営業所（2009年に名古屋支店に統合）を開設。
  - 12月 - 「手羽先黄金焼き 1kg」発売。
- 2009年11月 - 新潟営業所を開設。
- 2013年7月 - 「とり天 1kg」発売。
- 2014年4月 - トレーディング事業本部発足。
- 2015年11月 - トレーディング事業本部　三国間貿易開始。
- 2016年
  - 5月 - 輸入原料販売開始。
  - 6月 - 豚肉でメキシコとの取引き開始。
  - 11月 - ラショナル・ジャパン製「スチームコンベクションオーブン」取り扱い開始。
- 2017年1月 - 「さつまいも甘露煮IQF」発売。
- 2020年3月 - 愛媛県今治市クリエイティブヒルズ2番地1（日本食研ホールディングスシェーンブルン宮殿工場内）に本社移転。

## 事業所
- 愛媛本社 - 愛媛県今治市クリエイティブヒルズ2-1
- 千葉支社 - 千葉県印旛郡栄町矢口神明3-1
- 東京オフィス - 東京都港区芝1-5-12 TOP浜松町ビル8階
- 名古屋支店 - 名古屋市天白区池場3-1216 BIRTH30
- 大阪支店 - 大阪府吹田市豊津町13-24 江坂リツエイビル2階
- 福岡支店 - 福岡市早良区西新5-15-51 ホワイティー西新II2階
- この他、北海道から沖縄まで、主要都市に営業所を設置している。

## 関連会社
- 日本食研ホールディングス（親会社）
- ケーオー事務所
- 日本食研不動産
- ケーオーホーム
- ケーオーアップ

※なお、京王電鉄や慶應義塾大学（英語略称が当社と同じ"KEIO"である）とは資本・人材を含め何ら関係がない